# Gente de Zona
Gente de Zona (ook wel Gente D'Zona) is een Cubaanse reggaetongroep opgericht door Alexander Delgado in 2000. De groep combineert reggaetonritmes met meer traditionele vormen van Cubaanse muziek.
Hun internationale doorbraak kwam er in 2014 met remake van hun single "Bailando", waarbij de melodie deze keer werd ingezongen door Enrique Iglesias en waarvan vervolgens ook een Engelse versie werd gemaakt. Het lied kreeg drie Latin Grammy Awards en werd in de hele wereld bekend.

## Bandleden
- Alexander Delgado, zang, sinds 2000
- Randy Malcom Martinez, zang, sinds 2012
- Jacob Forever, zang, 2005 - 2013
- Nando Pro, DJ, 2005 - 2013
- Michel Delgado, zang, 2000 - 2005

## Geschiedenis
De groep begon in 2000 met verschillende rappers die elkaar ontmoetten in Alamar, een stadsdeel van Havana, dat wel bekendstaat als de geboorteplaats van de Cubaanse hiphop. De naam van de groep, Gente D'Zona, verwijst naar deze plaats.
Alexander ontmoette vervolgens Michel Delgado, "El Karo", en samen begonnen ze met muziekoptredens op feestjes in Guanabacoa, Regla en vooral Alamar. Na Cubaanse rapfestivals volgden ook internationale tournees.
Later sloten ze zich aan bij de culturele organisatie Asociación Hermanos Saíz. In 2015 kwamen ze onder de vleugels van de Agencia Cubana de Rap, een stichting gesubsidieerd door de Cubaanse regering ter ondersteuning van Cubaanse hiphopartiesten.
In 2005 verliet Michel de groep en werd de hulp ingeroepen van Jacob Forever, directeur van de niet-professionele groep Made in Cuba. Enige tijd later werd Nando Pro muziekproducent en dj van de groep.
In 2014 werkte Gente D'Zona samen met Enrique Iglesias en Descemer Bueno aan de remake van het lied "Bailando", wat de groep in de hele wereld bekend gaf. Vooral in de Verenigde Staten lukte het de groep om door te breken in een marktsector die van oudsher moeilijk toegankelijk was voor Cubaanse artiesten wonende in Cuba. In juni 2014 kwam het lied op nummer 1 te staan van de Top Latin Songs en het wordt tot op heden nog steevast in elke discotheek in Spanje en Latijns-Amerika gedraaid.
In april 2015 werd het succes van Bailando herhaald met de partysong "La Gozadera", deze keer in samenwerking met Marc Anthony. De tekst van het lied met salsa-invloeden is vooral gericht op Latijns-Amerika.
- International Standard Name Identifier: 0000 0004 7124 3616
- Library of Congress Control Number: no2011003597
- MusicBrainz: 35e53195-f6e1-40bc-a3ae-62b1900ee199
- Virtual International Authority File: 164365981